# Рассвет (Липецкая область)
Рассвет — посёлок в Измалковском районе Липецкой области.
Входит в состав Лебяженского сельсовета.

## География
Посёлок расположен на правом берегу реки Семенёк.
К нему подходит просёлочная дорога. Севернее находится автомобильная дорога.

## Население
| 2010 |
| ---- |
| 4    |